# Danny Barker
Danny Barker, celým jménem Daniel Moses Barker, (13. ledna 1909 – 13. března 1994) byl americký jazzový zpěvák, banjista a kytarista. Narodil se do hudební rodiny v New Orleans. Nejprve hrál na bicí a klarinet, ale později přešel k ukulele a následně k banju. V mládí hrál v pouliční kapele nazvané Boozan Kings a také absolvoval turné se zpěvákem Little Brother Montgomerym. V roce 1930 se usadil v New Yorku, kde hrál například s Luckym Millinderem, Bennym Carterem a Fessem Williamsem. V roce 1965 se vrátil do New Orleans, kde pracoval jako asistent kurátora Neworleánského jazzového muzea. V roce 1970 založil a od té doby vedl kostelní žesťovou kapelu pro mladé hráče. Z kapely vzešli takoví hudebníci, jakými jsou bratři Branford a Wynton Marsalisovi, Kirk Joseph nebo Herlin Riley. Je autorem dvou knih o jazzu: Bourbon Street Black (1973) a A Life in Jazz (1986). Jeho manželkou byla zpěvačka Blue Lu Barker. Po většinu svého dospělého života bojoval s cukrovkou. Zemřel na rakovinu ve věku 85 let.